# آرزوهای بزرگ (فیلم ۲۰۰۷)
«آرزوهای بزرگ» (انگلیسی: Great Expectations (2007 film)) فیلمی در ژانر مستند است که در سال ۲۰۰۷ منتشر شد.
این فیلم بینندگان را در پروژه‌های معماری ممکن و غیرممکن ( از اوایل قرن بیستم تا امروز ) می‌برد که شامل توهمات بتونی بزرگ تا خانه‌های زیرزمینی چمن مدور است. بینندگان با معماران و رویاپردازان مشهور جهان مانند باکمینستر فولر و لو کوربوزیه ملاقات خواهند کرد و دیدگاه‌ها و ایده‌های آنها را در مورد چگونگی ساختن دنیایی بهتر برای خود تجربه خواهند کرد. در این مستند، پروژه محقق نشده با کمک انیمیشن جان می گیرد و چشم‌اندازی تکان دهنده از جهان را نشان می دهد که ممکن است محقق شده باشد.
در این مستند، مقر آنتوپاس در سوئیس، شهر کارکردگراییی لو کوربوزیه و پروژه آرکی‌گرام را می‌بینیم، جایی که هنر پاپ با معماری روبرو می‌شود. ما هم‌چنین با مخترع خود آموخته باکمینستر فولر و ساختمان‌های سبک وزن او و آنتی لواگ محافظ خانه گرد، ملاقات می‌کنیم. ما هم‌چنین در این مستند از هبیتات ۶۷ بازدید می‌کنیم، ساختمانی که توسط Superstudio و دنیای نیستی آنها طراحی شده است. شهر کریستالی پائولو سولری در بیابان، و یک خانه زیست محیطی زیرزمینی و... انتظارات فیلم آرزوهای بزرگ در مورد پروژه‌ها و چشم‌اندازهای معماری است که شیوه زندگی و سکونت ما را تغییر می‎دهد و تصورات ما از خوبی، حقیقت و زیبایی را به چالش می‌کشد.